# 지쿠호 전기 철도선
지쿠호 전기 철도선(일본어: 筑豊電気鉄道線)은 후쿠오카현 기타큐슈시 야하타니시구의 구로사키 역 앞 역부터 동 현 노가타시의 지쿠호 노가타 역까지를 묶는 지쿠호 전기 철도의 철도 노선이다. 정식적인 노선명은 없다.
노면 전차형의 차량을 사용하고 있지만, 본 노선은 전선이 철도 사업법에 준거하는 「철도」이다. 구로사키 역 앞-지쿠호 노가타간 가운데, 구로사키 에키마에-구마니시간은 지쿠호 전기 철도가 제2종 철도 사업자, 서일본 철도(이하 「니시테쓰」)가 제3종 철도 사업자로 되어 있다. 이 구간은 원래니시테쓰 기타큐슈 선의 일부로, 지쿠호 전기 철도가 노선 연장하는 형태를 취하고 있었지만, 2000년에 니시테쓰가 기타큐슈 선의 구마니시-오리오간을 폐지했을 때에 남는 구간을 궤도법에 의한 궤도에서 철도 사업법에 따르는 철도로 변경했다.

## 노선 데이터
- 노선 거리(영업 거리)：16.0 km
- 궤간：1435mm
- 역수：21역(니시쿠로사키 역・구로사키 에키마에 역 포함한다)
- 복선 구간：전선 복선
- 전화 구간：전선(직류 600 V)
- 폐색 방식：자동 폐색식

## 운행 형태
평일・휴일 모두 낮시간대는 구로사키 역 앞 - 지쿠호 노가타 사이의 전선 열차와 구로사키 역 앞- 지쿠호 나카마 사이의 구간 열차가 12분 간격으로 교대로, 평일 아침의 러쉬 시간대는 전선 열차와 구로사키 역 앞-지쿠호 나카마・구스바시 사이의 구간 열차가 5 - 10분 간격으로 거의 교대로, 평일 저녁의 러쉬 시간대는 전선 열차와 구로사키 에키마에-구스바시간의 구간 열차가 7 - 10분 간격으로 교대로 운행되고 있다. 또, 이른 아침・심야에는 차고로의 출입고를 겸한 구스바시-지쿠호 노가타간의 구간 열차가 있다. 원맨 운전은 하지 않고, 모든 열차에 차장이 승무하고 있다. 덧붙여 오승방지를 위해 3000형만 방향막을 칼라로 갱신하였다.

## 역사

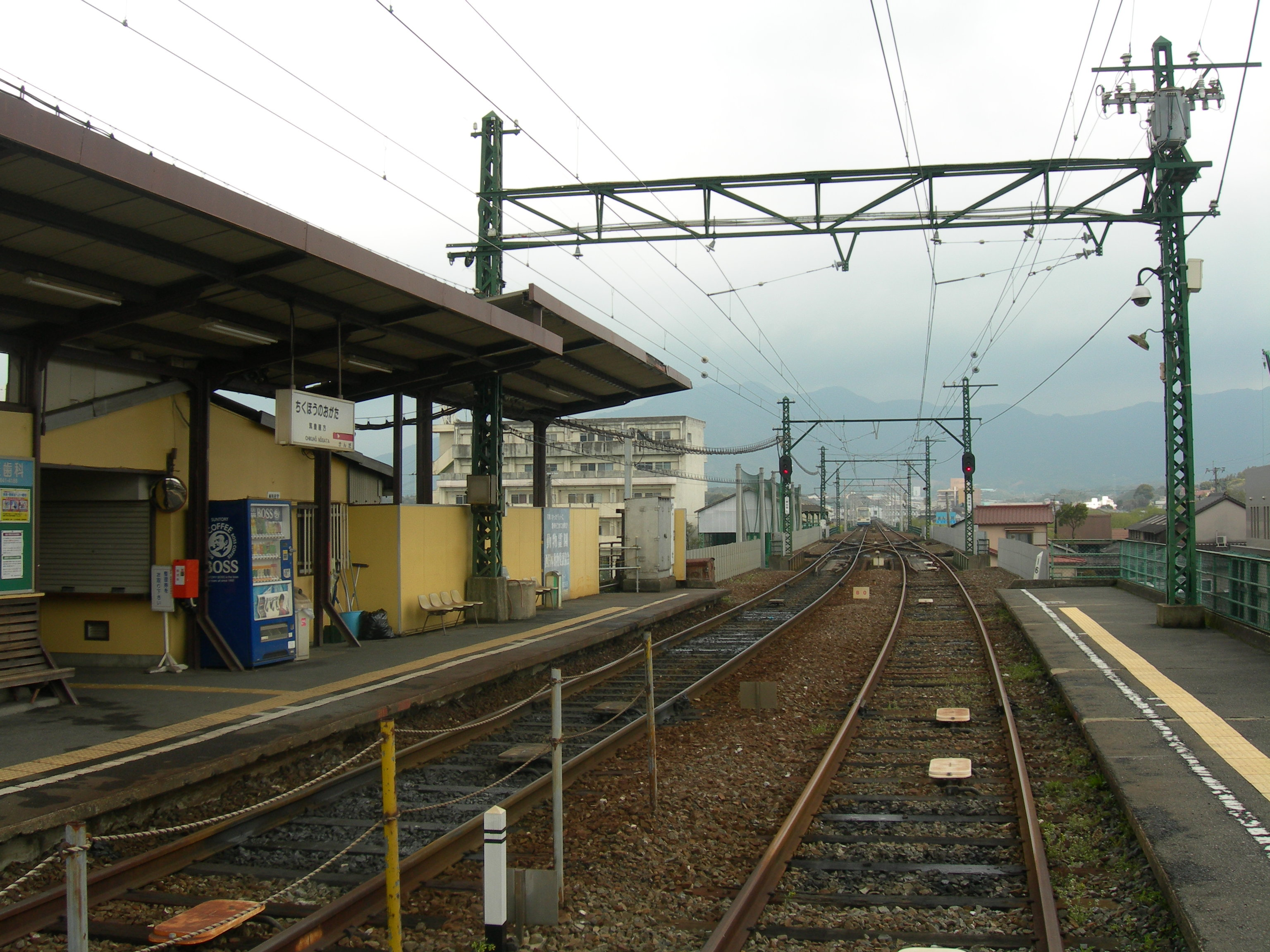
지쿠호 노가타 역

기타큐슈시(구로사키)로부터 지쿠호를 거쳐 후쿠오카시에 도달하는 철도로서 니시테쓰에 의해 계획되었다.
니시테쓰의 직접적인 전신인 규슈 전기 궤도가 다이쇼 시대에 기타큐슈와 후쿠오카 시를 연결하는 철도 노선을 계획한 것 외, 니시테쓰의 전신 회사의 하나인 하카타 만 철도 기선이 기타큐슈-후쿠오카간의 철도를 계획해, 1942년의 5사 합병 후의 니시테쓰도 같은 계획을 출원했지만, 모두 실현되지 않고 끝났다. 그 후, 1950년 12월에 간신히 기타큐슈-후쿠오카간(지쿠호 경유)의 면허를 취득해 착공해, 1959년에 지쿠호 노가타 역까지 달했지만, 야마야마 고개가 걸림돌이 되어, 자사 단독으로 터널을 팔 정도의 자금력이 없었기 때문에 착공에 이르지 않고, 1971년에 노가타-이즈카-후쿠오카 시 신보리간의 면허를 실효했다. 현재, 지쿠호와 후쿠오카를
연결하는 역할은 후쿠호쿠유타카 선(JR 지쿠호 본선・사사구리 선)이 담당하고 있다.
또, 사다모토 역(현 구마니시 역)에서 구로사키역까지의 노선도 독자적인 노선을 건설할 예정이었지만, 이것도 실현되지 않고 1974년에 면허가 실효되었다.

### 니시테쓰 및 전신 각사에 의한 기타큐슈-후쿠오카간 철도 노선의 계획

#### 규슈 전기 궤도에 의한 계획
규슈 전기 궤도에서는 1911년부터 1914년의 사이에 후의 니시테쓰 기타큐슈 선에 해당하는 모지-오리오간을 개통한 후, 1919년 12월 18일에 오리오-후쿠오카간 47.27km의 궤도 부설 특허를 취득해 「규테쓰 후쿠오카 급행 전철」이라고 이름이 붙여졌다. 1920년에는 모지-구마데간의 궤도 부설 특허를 취득하였다.
1928년에는 후쿠오카시에 건설부를 설치했다. 1929년에는 오리오-후쿠오카간의 계획을
구마데-후쿠오카간, 시로야마 고개 경유를 카라쓰 가도, 후루몬 왕래(통칭 「영주통」) 경유로 변경해(이것에 의해 계획 거리가 0.9 km 연장), 1931년에 공구를 3개로 나누어 미야지-요시즈카간으로부터 착공하였다.
그러나, 같은 1931년에는 규슈 전기 궤도 사장에 의한 부정 어음 사건이 발각되어, 사건은 처리되었지만, 규슈 전기 궤도는 415만엔에 이르는 채무를 부담하게 되었다. 이 때문에 일본 흥업 은행으로부터 특별 융자를 접수 상환했지만,그 특별 융자의 조건으로서 공사의 즉시 중단을 피할 수 없게 되어 1933년 9월 21일 모지-구마데간의 특허를 반납해, 오리오-후쿠오카간의 기업 폐지를 실시했다.

#### 하카타 만 철도 기선에 의한 계획
규슈 전기 궤도의 자회사인 규슈 도치흥업에서는, 규슈 전기 궤도가 후쿠오카 연장을 위해 취득하고 있던 92,446평의 토지를 1937년 5월 29일에 하카타 만 철도 기선에 양도했다. 토지를 양도한 하카타만 철도 기선은 1924년부터 1925년에 신하카타(후의 지도리바시) -미야지다케간(통칭 「가이즈카 선」, 현 니시테쓰 가이즈카 선)을 개통했기 때문에, 이 노선의 연장 계획으로서 「후쿠몬 연락 철도」의 이름으로 미야지다케-오리오간의 철도 부설 면허를 출원했다. 이 때 당시 사장인 오타 세이조 귀족원 의원이 그 자금을 얻기 위해 동사 소유의 가스야 선(현 JR 규슈 가시이 선)을 일본 철도성에 매각하는 요청을 냈지만, 이 때 철도 대신이었던 오가와 헤이키치에게 뇌물을 주었던 것이 후에 표면화되어(이른바 5개 사철 의옥 사건) 회사의 신뢰는 단번에 실추한다. 게다가 1937년 7월에 중일 전쟁이 발발한 것으로 임시 자금 조정법이 시행되어 철도 부설을 위한 자금 조달은 드디어 곤란해졌다. 덧붙여서 계획에서는 미야지다케에서 이즈카에 나오는 루트였지만, 규슈 전기 궤도의 계획에서는 이 루트의 동쪽을 병행하는 형태였다.
그 후, 1941년 10월에 「지쿠호 전기 철도」의 이름으로 구로사키-후쿠오카간 59.6 km의 철도 부설을 출원했지만, 다음 해 전시체제(육상 교통 사업 조정법)에 대응하기 위해 하카타 만 철도 기선, 전술의 규슈 전기 궤도 등 합계 5사가 합병해 니시테쓰가 성립했을 때에, 철도성에서 전신 회사로부터의 선로 연장 사업의 재검토가 지도되어 철도 부설 신청서의 반부를 받았기 때문에 실현되지 않고 끝났다. 재검토가 지도된 구간은 이 구간 외, 오구라-유쿠하시간(신설),도이-신이즈카간(신설), 잣쇼노쿠마-하카타간(잣쇼노쿠마 선), 오무타-구마모토간(오무타 선 연장 계획)이 있었지만, 모두 실현되지 못했다.

#### 니시테쓰에 의한 계획
5사 합병으로 성립한 니시테쓰는 1943년 구로사키-후쿠오카간의 철도 부설을 출원했다(계획은 하카타 만 철도 기선 시대의 것과 같다)가, 태평양 전쟁의 전국 악화에 의해 각하되었다. 전후의 1946년에 니시테쓰가 「지쿠호 전기 철도」의 이름으로 다시 구로사키-후쿠오카간의 철도 부설을 출원했지만, 이것도 각하되었다.
그 후, 니시테쓰에서는 1949년에 구로사키-후쿠오카간의 철도 부설을 출원해, 1년 후인 1950년 12월 23일자로 지방 철도 부설 면허(제 2043호)를 취득, 1951년 2월 15일에 구로사키-후쿠오카간의 운영회사로서 지쿠호 전기 철도를 설립했다.
1954년에 계획을 일부 수정해, 야마야마에 4.5km의 터널, 온가가와 강에 360m의 교량을 걸칠
방침으로 변경. 구로사키-노가타 16.3 km, 노가타-이즈카 13.6 km, 이즈카-후쿠오카 27.5km의 3개의
공구로 나누어 제 1공구로서 구로사키-노가타간의 공사에 착수. 그러나 실제로는 구로사키가 아니고, 사다모토(현재의 구마니시)로부터 노가타에 향하여 공사가 시작되어, 1956년 3월 21일에 사다모토-지쿠호 나카마간이 개통했다.

### 개통 후
- 1956년(쇼와 31년)3월 21일 사다모토-지쿠호 나카마간이 개통. 니시테쓰 기타큐슈 선의 전철이 노선 연장.
- 1956년(쇼와 31년)10월 15일 모리시타 역, 히가시나카마 역 개업.
- 1957년(쇼와 32년)4월 26일 산가모리 역 개업.
- 1958년(쇼와 33년)4월 29일 지쿠호 나카마-고야노세간이 개통.
- 1959년(쇼와 34년)9월 18일 고야노세-지쿠호 노가타간이 개통(제 1공구 준공).
- 1963년(쇼와 38년)8월 25일 하기와라 역 개업.
- 1964년(쇼와 39년)12월 27일 도리타니 역 개업.
- 1965년(쇼와 40년)12월 24일 니시야마 역 개업.
- 1968년(쇼와 43년) 7월 사다모토-지쿠호 노가타간 지방 철도 화물 운수 영업 폐지. 사다모토 역을 구마니시 역으로 개칭.
- 1970년(쇼와 45년)12월 20일 이마이케 역 개업.
- 1971년(쇼와 46년) 7월 미성선의 지쿠호 노가타-후쿠오카 사이(제 2공구, 제 3공구)지방 철도 운수 영업 폐지를 신청, 면허 실효.
- 1988년(쇼와 63년) 8월 정리권방식 도입.
- 1999년(헤세이 11년)12월 22일 니시테쓰 기타큐슈 선 구로사키 차고 앞 역 폐지.
- 2000년(헤세이 12년)11월 26일 니시테쓰가 기타큐슈 선 구마니시-오리오간을 폐지. 지쿠호 전기 철도가 구로사키 역 앞-구마니시간의 제2종 철도 사업 개업.
- 2004년(헤세이 16년)4월 28일 신코야노세 역 개업.
- 2008년(헤세이 20년)10월 1일 도테노우치 역을 기보가오카 고교 앞 역으로 개칭.

## 역 일람・접속 노선
※ 전 역사 후쿠오카현에 소재.
| 역 번호 | 역명               | 일어 역명      | 역간 거리 | 영업 거리 | 접속 노선                                                     | 소재지      | 소재지        |
| ------- | ------------------ | -------------- | --------- | --------- | ------------------------------------------------------------- | ----------- | ------------- |
| CK 01   | 구로사키에키마에   | 黒崎駅前       | -         | 0.0       | 규슈 여객철도 가고시마 본선 · 후쿠호쿠유타카 선 (구로사키 역) | 기타큐슈시  | 야하타니시구  |
| CK 02   | 니시쿠로사키       | 西黒崎         | 0.2       | 0.2       |                                                               | 기타큐슈시  | 야하타니시구  |
| CK 03   | 구마니시           | 熊西           | 0.4       | 0.6       |                                                               | 기타큐슈시  | 야하타니시구  |
| CK 04   | 하기와라           | 萩原           | 1.1       | 1.7       |                                                               | 기타큐슈시  | 야하타니시구  |
| CK 05   | 아노               | 穴生           | 0.6       | 2.3       |                                                               | 기타큐슈시  | 야하타니시구  |
| CK 06   | 모리시타           | 森下           | 0.5       | 2.8       |                                                               | 기타큐슈시  | 야하타니시구  |
| CK 07   | 이마이케           | 今池           | 0.9       | 3.7       |                                                               | 기타큐슈시  | 야하타니시구  |
| CK 08   | 에이노마루         | 永犬丸         | 0.8       | 4.5       |                                                               | 기타큐슈시  | 야하타니시구  |
| CK 09   | 산가모리           | 三ヶ森         | 0.5       | 5.0       |                                                               | 기타큐슈시  | 야하타니시구  |
| CK 10   | 니시야마           | 西山           | 0.7       | 5.7       |                                                               | 기타큐슈시  | 야하타니시구  |
| CK 11   | 도리타니           | 通谷           | 1.0       | 6.7       |                                                               | 나카마시    | 나카마시      |
| CK 12   | 히가시나카마       | 東中間         | 0.5       | 7.2       |                                                               | 나카마시    | 나카마시      |
| CK 13   | 지쿠호나카마       | 筑豊中間       | 0.7       | 7.9       |                                                               | 나카마시    | 나카마시      |
| CK 14   | 기보가오카코코마에 | 希望が丘高校前 | 0.9       | 8.8       |                                                               | 나카마시    | 나카마시      |
| CK 15   | 지쿠호카쓰키       | 筑豊香月       | 1.4       | 10.2      |                                                               | 기타큐슈 시 | 야하타니시 구 |
| CK 16   | 구스바시           | 楠橋           | 1.3       | 11.5      |                                                               | 기타큐슈 시 | 야하타니시 구 |
| CK 17   | 신코야노세         | 新木屋瀬       | 0.6       | 12.1      |                                                               | 기타큐슈 시 | 야하타니시 구 |
| CK 18   | 고야노세           | 木屋瀬         | 0.5       | 12.6      |                                                               | 기타큐슈 시 | 야하타니시 구 |
| CK 19   | 온가노             | 遠賀野         | 1.3       | 13.9      |                                                               | 노가타시    | 노가타시      |
| CK 20   | 간다               | 感田           | 1.3       | 15.2      |                                                               | 노가타시    | 노가타시      |
| CK 21   | 지쿠호노가타       | 筑豊直方       | 0.8       | 16.0      |                                                               | 노가타시    | 노가타시      |

## 비고
- 지쿠호 노가타 역은 지쿠호 본선(후쿠호쿠유타카 선)・헤이세이치쿠호 철도 이타 선 노가타 역과는 다소 먼 장소에 있어, 도보로 10분 정도 걸린다.
- 일찍이 노가타 지구에서 「전철」이라고 했을 경우, 지쿠호 전철을 가리키고 있었다. 이것은 지쿠호 본선이 오랫동안 비전화이었기 때문이다.
- 지쿠호 전기 철도선의 역을 니시테쓰 기타큐슈 선처럼 「전차 정류장」이라고 부르기도 한다. 공식으로는 「역」이지만, 주로 도로의 신호 등은 「전차 정류장」 「전차 정류장 앞」등으로 표시되어 있다.
- 역의 열차 접근 멜로디로서 파나소닉 전공제의 멜로디 싸인이 채용되어 있다. 2 종류 중의 하나는 패밀리마트와 같은 것으로 음정이나 음의 속도가 다소 다르다.

## 같이 보기
- 일본의 철도 회사 목록

## 참고 문헌
1. ↑  “企業・グループ情報 - 鉄道事業”. 2017년 7월 25일에 원본 문서에서 보존된 문서. 2017년 7월 23일에 확인함.
2. ↑  하카타 만 철도 기선 가이즈카 선은 니시테쓰에 합병 후 「니시테쓰 미야지다케 선」으로 개칭, 1951년 7월 1일에 미야지다케-쓰야자키간이 연장 개통, 지도리바시-가이즈카간은 1979년 2월 11일에 폐지, 니시테쓰 신구-쓰야자키간은 2007년 4월 1일에 폐지되어 남은 가이즈카-니시테쓰 신구간은 「니시테쓰 가이즈카 선」으로 개칭되었다. 자세한 것은, 니시테쓰 가이즈카 선의 항을 참조.

- 「통째로 니시테쓰 훌쩍 연선의 여행」, 가와이데 쇼보 신사, 2006년, ISBN 4-309-22456-3